# Service de l'immigration (Finlande)
Le service de l'immigration (finnois : Maahanmuuttovirasto, abrév. Migri) est une agence gouvernementale du ministère de l'Intérieur de Finlande,.

## Présentation
Le Service de l'immigration est une organisation dans les domaines de l'immigration, de l'asile, des réfugiés et de la citoyenneté. Ses activités comprennent la mise en œuvre de la politique d'immigration de la Finlande, la bonne gouvernance et le respect des droits de l'homme et des droits fondamentaux, ainsi que la promotion d'une migration maîtrisée.
Au début de 2017, les questions liées à la prolongation de permis de séjour et à la résidence d'un citoyen de l'UE ont été transférées au service finlandais de l'immigration.
Antérieurement les autorisations étaient accordés par la police.